# Michael Etulain
Michael Etulain Castro (Montevideo, Uruguay; 31 de octubre de 1980) es un exfutbolista uruguayo. 
Jugaba como arquero y su primer equipo fue Danubio, club donde también se retiró.
Actualmente es el presidente de la Mutual Uruguaya de Futbolistas Profesionales, cargo para el que fue elegido en julio de 2018.

## Trayectoria
Debutó profesionalmente en Danubio de Uruguay en 2004. Formó parte del equipo que se consagró campeón uruguayo ese mismo año.
En 2005 se enroló en Oriente Petrolero de Bolivia, donde se consagró campeón de la Copa Aerosur. Fue nombrado el mejor jugador del torneo y ayudó en gran medida a que su club se clasificara a la próxima Copa Libertadores.
En 2006 fue contratado por Unión de Santa Fe, donde mantuvo el nivel del año anterior, pero debido a que esta institución sufría una profunda crisis financiera se marchó en julio de ese mismo año. Su nuevo equipo fue Defensor Sporting de Uruguay, único club en el que Michael Etulain no consiguió ser titular, debido a que Martín Silva era dueño del arco "violeta".
Al comenzar 2007 partió rumbo a Europa, al Portimonense de Portugal. En esta nueva experiencia demostró sus condiciones rápidamente, surgiendo intereses de equipos de mayor relevancia. En 2008 y con contrato vigente con este equipo, al no aceptar ciertas condiciones en la renovación del mismo, no fue tenido en cuenta durante seis meses.
Luego de esta experiencia, vuelve a Argentina para jugar en Ferro. En el equipo "verdolaga" se convirtió en pieza clave para lograr escapar del descenso y para consolidarse en la categoría. En este equipo obtuvo un récord de imbatibilidad de 549 minutos. En julio de 2010 fichó en Miramas Misiones de Uruguay. En enero de 2011 regresó a Oriente Petrolero para disputar la Copa Libertadores. Rescindió con este equipo a mediados de año, al llegar un nuevo director técnico.
Jugó una temporada en Talleres de Córdoba y el primer semestre de 2015 en Colombia para Cúcuta. Al llegar un nuevo técnico se le rescindió el contrato.
En diciembre de 2018, finalizó su vínculo con Danubio de Uruguay y anunció su retiro como jugador.

## Clubes
| Club                | País      | Año       |
| ------------------- | --------- | --------- |
| Danubio             | Uruguay   | 1999-2004 |
| Oriente Petrolero   | Bolivia   | 2005      |
| Unión de Santa Fe   | Argentina | 2006      |
| Defensor Sporting   | Uruguay   | 2006      |
| Portimonense        | Portugal  | 2007-2008 |
| Ferro               | Argentina | 2009-2010 |
| Miramar Misiones    | Uruguay   | 2010      |
| Oriente Petrolero   | Bolivia   | 2011      |
| Talleres de Córdoba | Argentina | 2011-2012 |
| Sarmiento de Junín  | Argentina | 2012-2014 |
| Patronato de Paraná | Argentina | 2014      |
| Cúcuta              | Colombia  | 2015      |
| Danubio             | Uruguay   | 2016-2018 |

## Palmarés

### Campeonatos nacionales oficiales
| Título              | Club    | País    | Año  |
| ------------------- | ------- | ------- | ---- |
| Campeonato Uruguayo | Danubio | Uruguay | 2004 |

### Campeonatos nacionales amistosos
| Título       | Club              | País    | Año  |
| ------------ | ----------------- | ------- | ---- |
| Copa Aerosur | Oriente Petrolero | Bolivia | 2005 |